# ナグマホン
ナグマホン（Nagmachon、ヘブライ語：נגמ"חון）は、イスラエルで開発された重装甲歩兵戦闘車（IFV）である。

## 開発

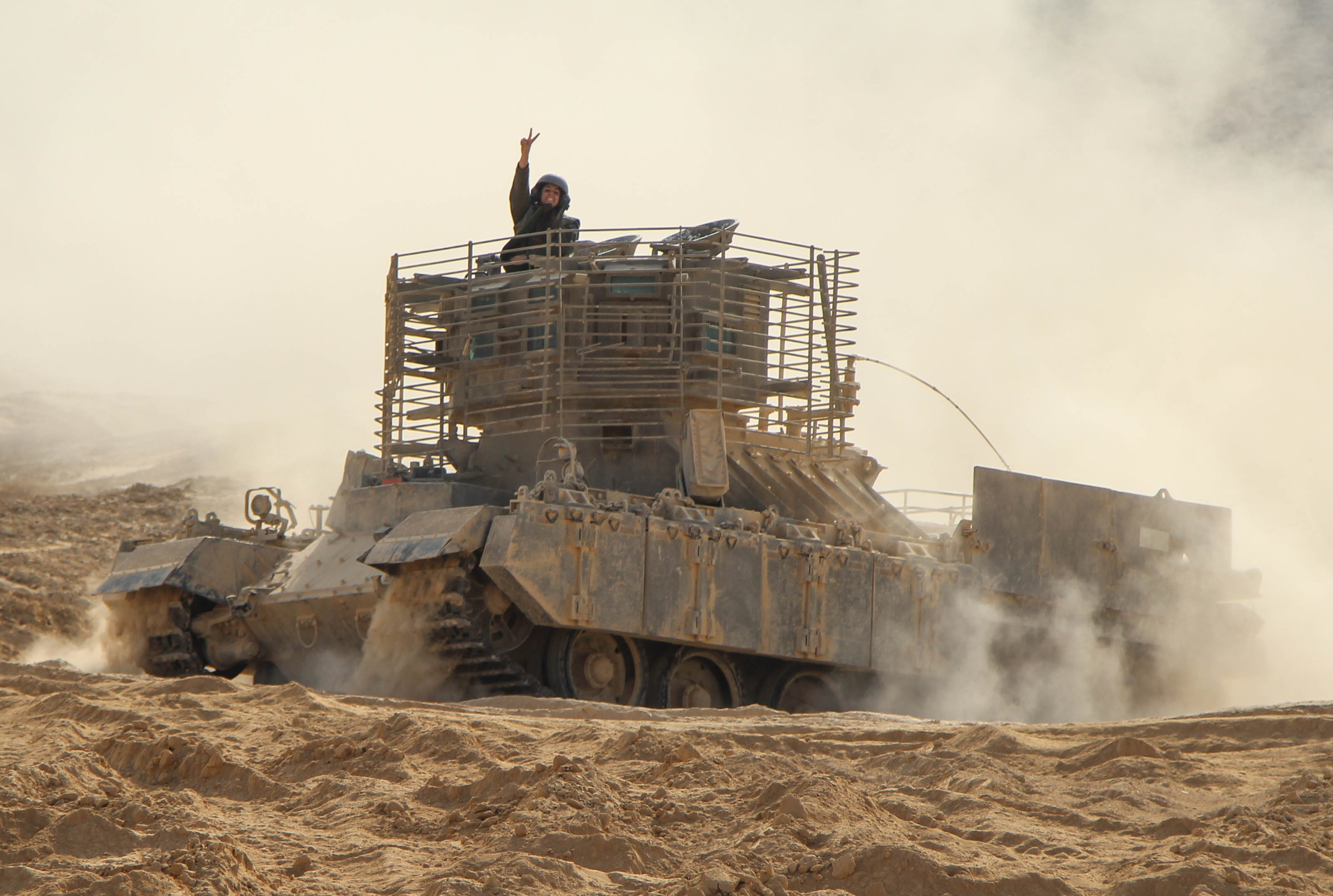
走行中のナグマホン

イスラエル国防軍は、ヨルダン川西岸地区やガザ地区などのパレスチナ自治区におけるパレスチナ解放機構の過激派やテロリストの掃討作戦、パレスチナ人のインティファーダ鎮圧などを行う後方治安維持任務にアメリカ製のM113 ゼルダを使用していたが、RPG-7やKPV 14.5mm重機関銃、対戦車地雷などへの抗堪性が低いことが問題であった。そこで、メルカバ戦車の量産配備によって余剰化したショット（Sho't）の砲塔を撤去して密閉式の戦闘室を構成し、戦闘室上にMAG 7.62mm機関銃を装備し、戦闘室周囲にブレイザー ERAを装備するなどの改修を行ったナグマショット（NagmaSho't）装甲兵員輸送車（APC）を開発した。
しかし、ナグマショットは車体後部に昇降ドアがなく、装甲兵員輸送車としては問題点を抱えており、これに対してイスラエル軍では、シリアやエジプトなどのアラブ諸国から鹵獲したT-54/T-55戦車（チラン戦車）を改修して開発したアチザリットを、ナグマショットに変わる装甲兵員輸送車として新たに配備した。そして、余剰化したショットの車体はプーマ戦闘工兵車のベースとして主に使用される事になった。ナグマショットの任務は、装甲兵員輸送車からパトロールや暴徒鎮圧といった任務にシフトし、更なる防御力強化改修を重ね、その呼称は"ナグマホン"に変更された。
ナグマホンは、基本車体そのものはほとんどナグマショットと変わらないが、低強度紛争（LIC）対策として、操縦士用ハッチ周辺の強化、車体のブレーザー ERAの大型化、発煙弾発射機の装備、車体サイドスカート強化、兵員室上に強化ガラス付きの防弾板を装備するなどの改修が行われ、ナグマショットの元々の開発コンセプトである"装甲兵員輸送車"からは遠ざかり、偵察や治安維持活動に使用される"歩兵戦闘車"としての性質がより強いものとなっている。
2000年代頃には、従来のナグマホンの戦闘室上に「ドッグハウス（犬小屋）」と呼ばれる巨大な箱形の戦闘室を設けて、そこに2挺ないし4挺のMAG 7.62mm機関銃を装備し、車内からの射撃を可能としたタイプが登場している。このタイプは「ナグマホン・ドッグハウス」と呼ばれ、異様な外観から「ミフレシェット」（ヘブライ語で「モンスター」の意）とも呼ばれている。ドッグハウスの周囲にフェンス状の中空装甲を設け、さらにバー状のスラットアーマーを装着しているというケースも存在する。重量増加に対応するためか、メルカバ用の全鋼製転輪を使用している車両もみられる。ただし、同じくセンチュリオンの車体から改造されたプーマ戦闘工兵車とは異なり、サスペンションはメルカバI/II用の物には変更されておらず、元のセンチュリオンの物である。
なお、イスラエル国防軍では1990年代にナグマショット/ナグマホンをベースにナクパドン装甲兵員輸送車が開発されたが、こちらは少数の配備にとどまっている。

## バリエーション

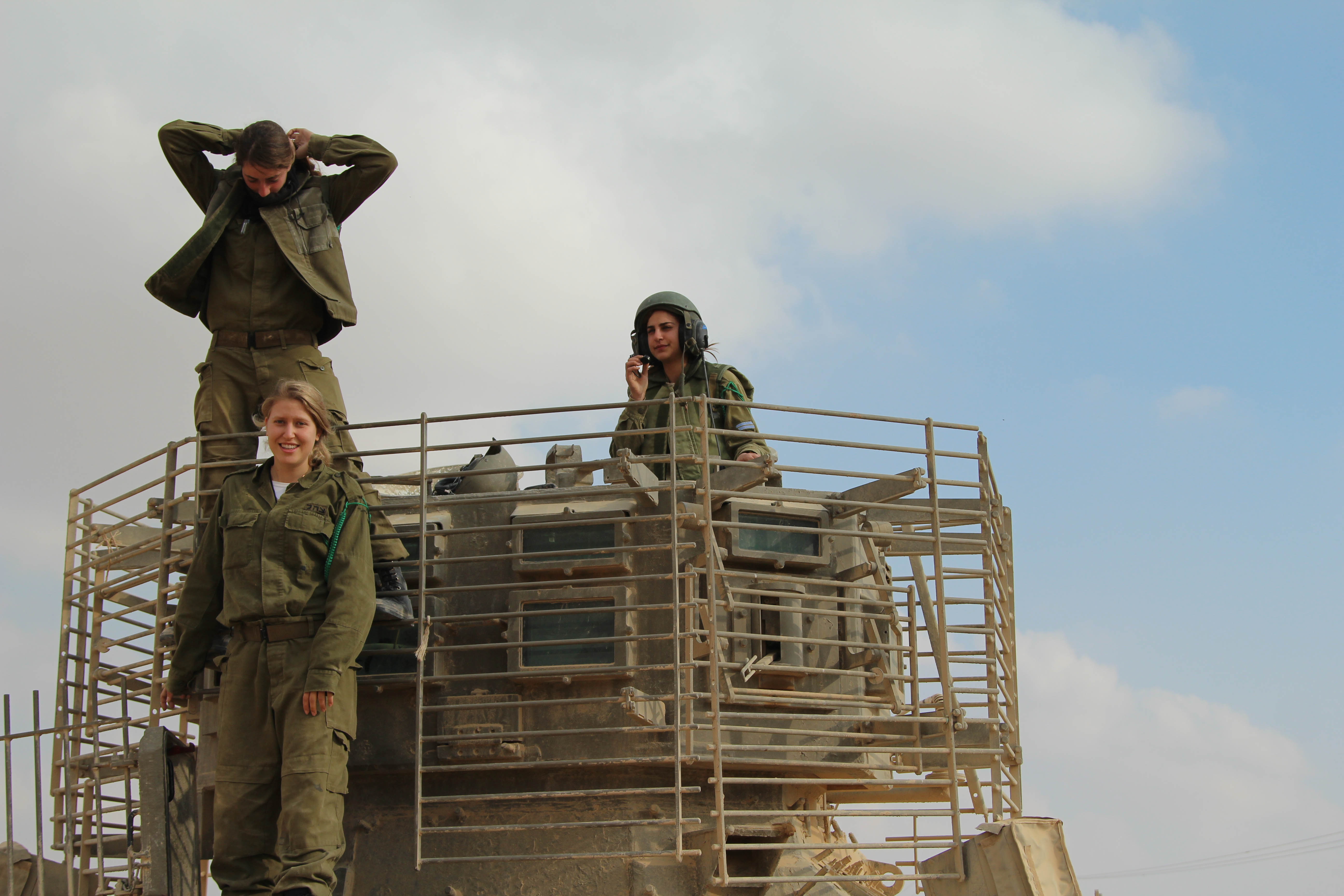
ナグマホンとイスラエル軍の女性兵士

NAGMACHON DOGHOUSE
2人用のドッグハウスに2挺のFN MAG機関銃を搭載。ドッグハウスの後ろ側が平面になっている。
NAGMACHON DOGHOUSE II
4人用のドッグハウスに4挺のFN MAG機関銃を搭載。ドッグハウスの形状が八角柱になっている。
NAGMATRUC
電子戦用装備を搭載した特殊車両。
NAGMAPOP
起倒式の大型ポールを装備した特殊車両。長距離通信用途に使用される。

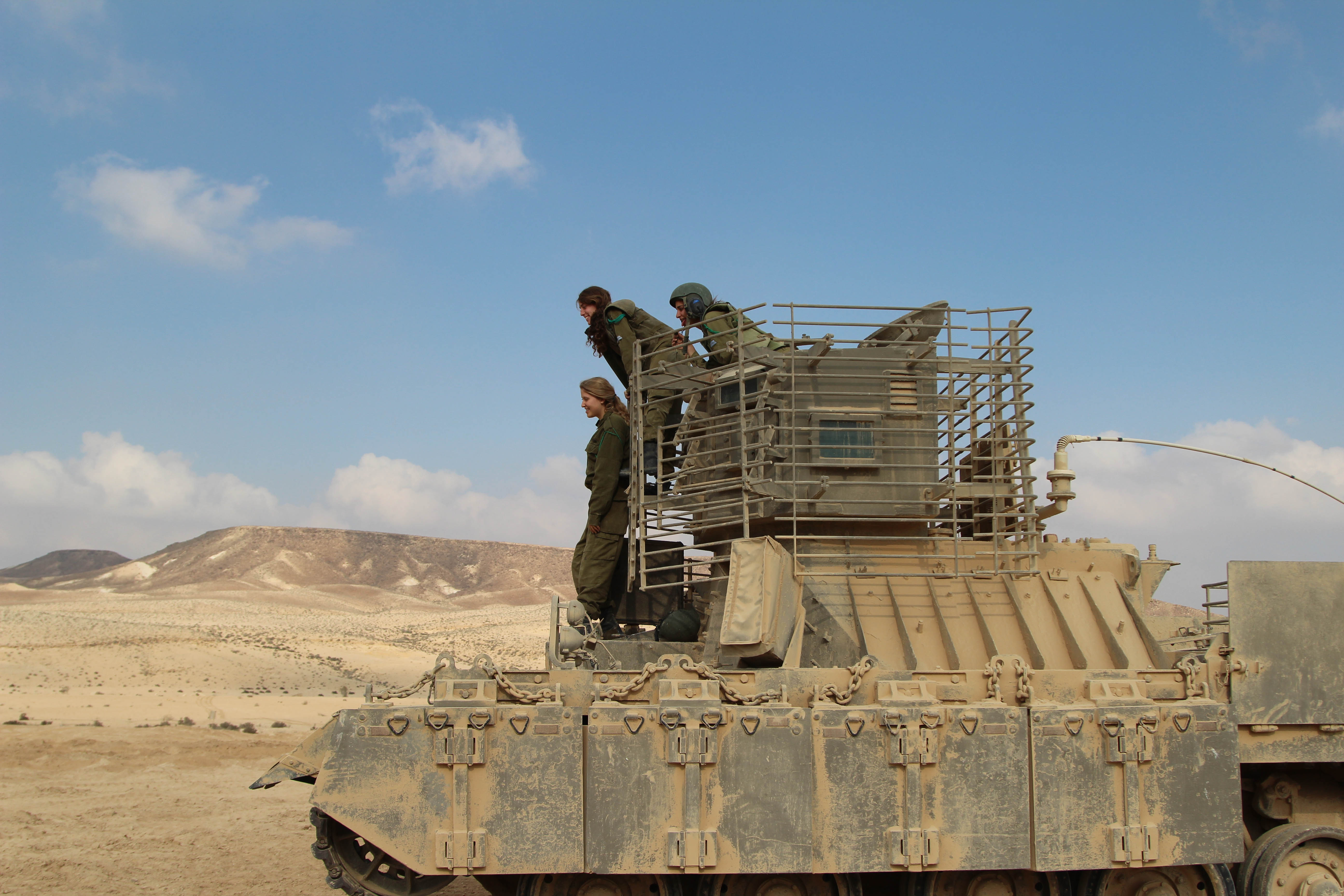
2人用のドッグハウスを搭載したナグマホン
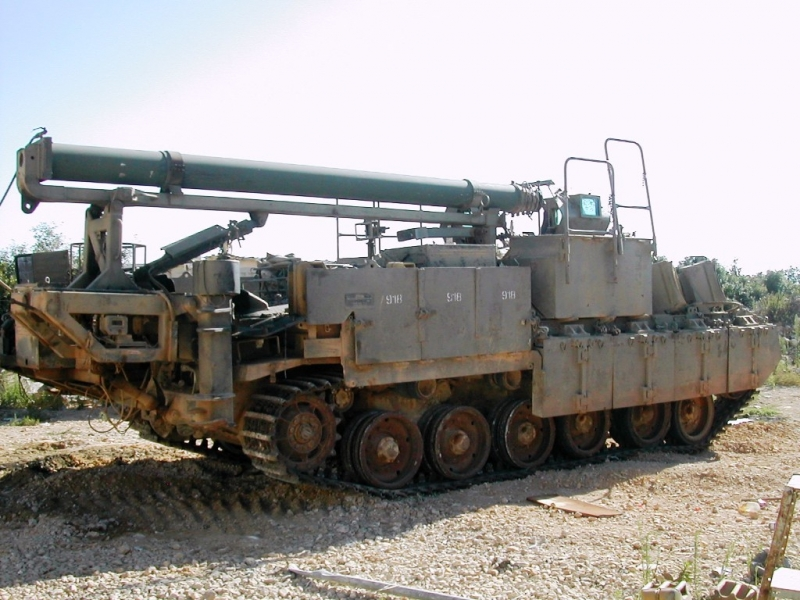
NAGMAPOP

## 登場作品
『ボーフォート レバノンからの撤退』
NAGMACHON DOGHOUSEが登場。レバノンのボーフォート前哨基地に1両が配備されている。
撮影には、イスラエル国防軍の全面協力で実物が使用されている。